# Nínox de Manus
El nínox de Manus (Ninox meeki) és una espècie d'ocell de la família dels estrígids (Strigidae). Habita els boscos de Manus, de les illes de l'Almirallat, al nord de les illes Bismarck. El seu estat de conservació es considera de risc mínim.